# Melpomene vulcanica
Melpomene vulcanica är en stensöteväxtart som beskrevs av Lehnert. Melpomene vulcanica ingår i släktet Melpomene och familjen Polypodiaceae. Inga underarter finns listade.